# Cedar Point (attractiepark)
Cedar Point is een attractiepark, gelegen in Sandusky op een schiereiland aan de zuidelijke oever van het Eriemeer in Ohio en bestaat sinds 1870. Het park trekt ongeveer drie miljoen bezoekers per jaar. Het vlakbijgelegen waterpark Soak City is ook onderdeel van Cedar Point. De mascotte van het park is Snoopy.
Het park vestigt regelmatig nieuwe records zoals het grootste aantal achtbanen, de hoogste en de snelste achtbaan. Op dit moment heeft het geen van de drie records. Het park had tot 2011 de meeste achtbanen ter wereld, maar dit record is in 2012 verbroken door Six Flags Magic Mountain. De hoogste achtbaan ter wereld, Kingda Ka, bevindt zich in Six Flags Great Adventure en de snelste achtbaan, Formula Rossa, bevindt zich tegenwoordig in Ferrari World Abu Dhabi. Voorheen had het park met de Top Thrill Dragster wél de snelste en hoogste achtbaan ter wereld.

## Geschiedenis
Cedar Point opende officieel in 1870 als een eenvoudige badplaats aan de oevers van Lake Erie. In de beginjaren was het een populaire bestemming voor dagjesmensen die genoten van zwemmen en picknicken. De grote transformatie begon in 1897, toen de Lake Erie and Western Railroad de landtong kocht en het Cedar Point Pleasure Resort oprichtte. Onder leiding van George Boeckling werd het park uitgebreid met hotels en attracties, wat het veranderde van een rustige picknickplek in een nationaal bekende badplaats en attractiepark.
In de vroege 20e eeuw werden belangrijke attracties toegevoegd, waaronder de Figure-Eight Roller Toboggan en de beroemde Leap the Dips in 1912. Na Boeckling's dood in 1931 vertraagde de groei door de Grote Depressie, maar in de jaren '50 en '60 werd het park vernieuwd. Nieuwe achtbanen zoals de Blue Streak en Wild Mouse markeerden een periode van groei.
In de jaren ‘80 en ‘90 brak het park records met attracties zoals de Magnum XL-200 en Mean Streak. Cedar Point bleef onder leiding van Dick Kinzel en Matt Ouimet innoveren met achtbanen zoals Millennium Force en Top Thrill Dragster. In 2024 fuseerde Cedar Fair met Six Flags.

## Huidige attracties

### Achtbanen

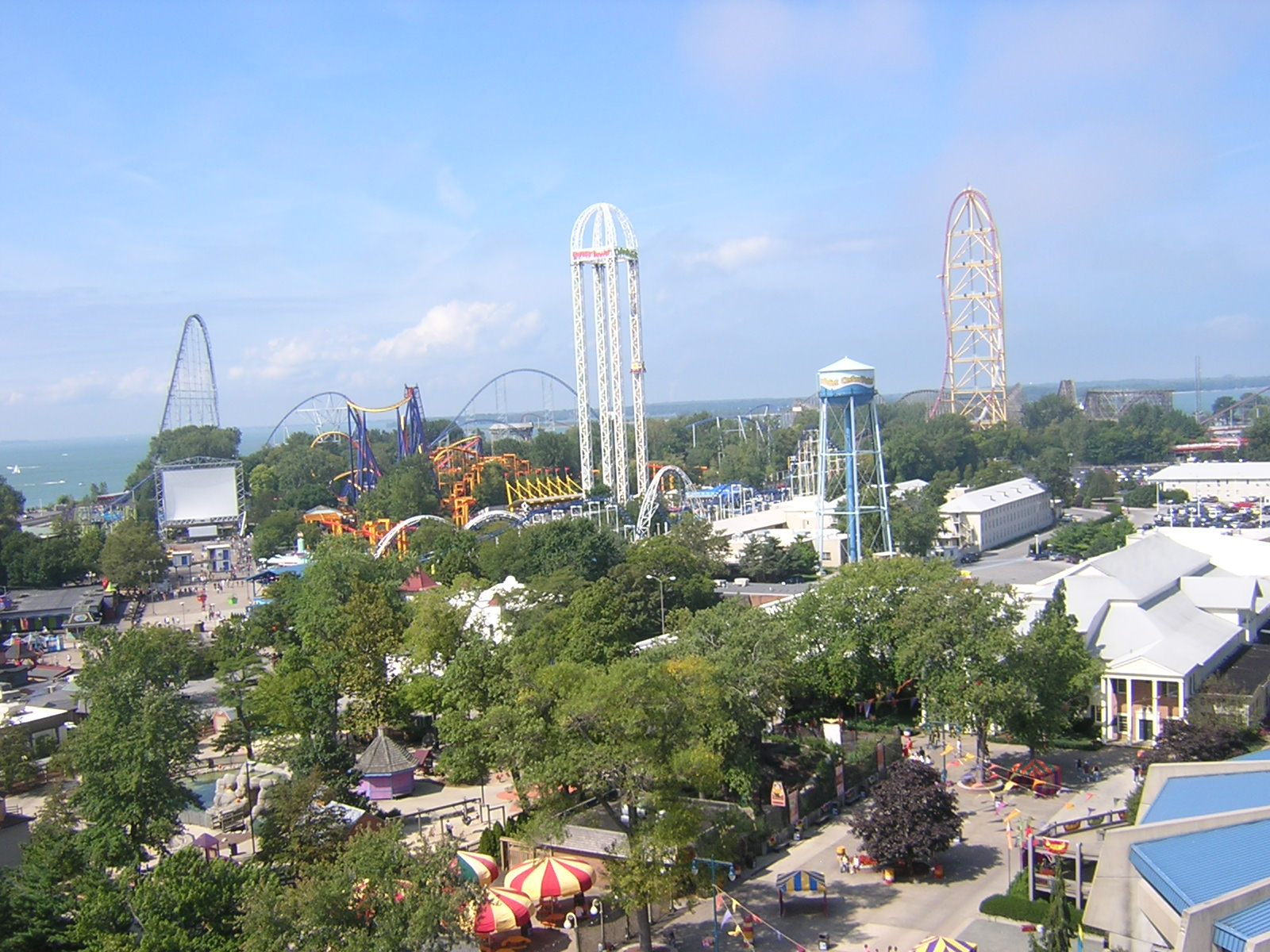
Een overzicht van een groot gedeelte van het park.

| Naam                  | Type                            | Model                      | Bouwer                         | Jaar opening |
| --------------------- | ------------------------------- | -------------------------- | ------------------------------ | ------------ |
| Blue Streak           | Houten achtbaan                 |                            | Philadelphia Toboggan Coasters | 1964         |
| Cedar Creek Mine Ride | Stalen mijntreinachtbaan        | Mine Train                 | Arrow Dynamics                 | 1969         |
| Corkscrew             | Stalen achtbaan                 | Looping Coaster (Custom)   | Arrow Dynamics                 | 1976         |
| Gemini                | Stalen hybride tweelingachtbaan | Custom                     | Arrow Dynamics                 | 1978         |
| Wilderness Run        | Stalen kinderachtbaan           | Children's Roller Coaster  | Intamin AG                     | 1979         |
| Iron Dragon           | Hangende stalen achtbaan        | Suspended Coaster (custom) | Arrow Dynamics                 | 1987         |
| Magnum XL-200         | Stalen achtbaan                 | Hyper Coaster              | Arrow Dynamics                 | 1989         |
| Raptor                | Omgekeerde stalen achtbaan      | Raptor Inverted Coaster    | Bolliger & Mabillard           | 1994         |
| Rougarou              | Stalen achtbaan                 | Floorless Coaster          | Bolliger & Mabillard           | 1996         |
| Woodstock Express     | Stalen kinderachtbaan           | Junior Coaster (335m)      | Vekoma                         | 1999         |
| Millennium Force      | Stalen gigacoaster              | Giga Coaster               | Intamin AG                     | 2000         |
| Top Thrill 2          | Stalen lanceerachtbaan          | Accelerator Coaster        | Intamin AG                     | 2003         |
| Maverick              | Stalen achtbaan                 | Blitz Coaster              | Intamin AG                     | 2007         |
| GateKeeper            | Stalen Wing Coaster             | Custom                     | Bolliger & Mabillard           | 2013         |
| Valravn               | Stalen achtbaan                 | Duikachtbaan (Custom)      | Bolliger & Mabillard           | 2016         |
| Steel Vengeance       | Hybride achtbaan                | I-Box track                | Rocky Mountain Construction    | 2018         |

### Waterattracties
- Snake River Falls
- Thunder Canyon

### Soak City
Het waterpark van Cedar Point, genaamd Soak City, werd in 1988 geopend. Het waterpark ligt op de punt van het schiereiland, achter het attractiepark Cedar Point. Voor Soak City moeten losse kaartjes gekocht worden.

## Voormalige achtbanen
| Naam                        | Type                              | Model                        | Bouwer                  | Jaar opening | Jaar sluiting |
| --------------------------- | --------------------------------- | ---------------------------- | ----------------------- | ------------ | ------------- |
| Wildcat                     | Stalen wildemuis-achtbaan         | Wildcat 560m                 | Anton Schwarzkopf       | 1970         | 1978          |
| Wildcat                     | Stalen wildemuis-achtbaan         | Wildcat 560m                 | Anton Schwarzkopf       | 1978         | 2011          |
| Disaster Transport          | Overdekte stalen bobslee-achtbaan | Custom Swiss Bob             | Intamin AG              | 1985         | 2012          |
| Broadway Trip               | Stalen achtbaan                   |                              | MACK Rides              | 1964         | 1964          |
| Cyclone                     | Houten achtbaan                   |                              | Harry G Traver          | 1929         | 1951          |
| Dip the Dips Scenic Railway | Houten achtbaan                   |                              |                         | 1908         | 1917          |
| High Frolics                | Houten achtbaan                   |                              | Andy Vettel             | 1918         | 1940          |
| Jumbo Jet                   | Stalen achtbaan                   | Jumbo Jet                    | Anton Schwarzkopf       | 1972         | 1978          |
| Leap the Dips               | Houten achtbaan                   |                              | Andy Vettel             | 1912         | 1935          |
| Loop the Loop               | Houten achtbaan                   |                              | Frederick Ingersoll     | 1902         | 1909          |
| Racer                       | Houten tweelingachtbaan           |                              | McKay Construction      | 1910         | 1928          |
| Scamper                     | Houten wildemuis-achtbaan         |                              |                         | 1962         | 1969          |
| Super Coaster               | Stalen kinderachtbaan             | Little Dipper Kiddie Coaster | Allan Herschell Company | 1952         | 1964          |
| Switchback Railway          | Houten familieachtbaan            |                              |                         | 1892         | 1901          |
| Wild Mouse                  | Stalen wildemuis-achtbaan         | Wild Mouse                   |                         | 1959         | 1962          |
| Mean Streak                 | Houten achtbaan                   |                              | Dinn Corporation        | 1991         | 2016          |
| Wicked Twister              | Stalen shuttle-achtbaan           | Twisted Impulse Coaster      | Intamin AG              | 2002         | 2021          |